# مسجد سانت لويس الكبير
مسجد سانت لويس الكبير يقع المسجد في مدينة سانت لويس شمال السينغال .

## البناء
بني مسجد سانت لويس الكبير في عام 1847 .

## التاريخ
يعد مسجد سانت لويس الكبير أكبر مسجد في مدينة سانت لويس، شيد المبنى على الطراز والعمارة المغاربية، وفي بنائه يعتبر مشابه للمسجد الكبير في الشمال، تم بناء المسجد في عام 1847 بأمر من الإدارة الاستعمارية لاسترضاء السكان المسلمين، ومن غرائب وعجائب المسجد هي برج الساعة والتي تنم عن الانتماء الديني المصممين.

## وصلات خارجية
- البوم صور مسجد سانت لويس الكبير